# شیهو کوکیدو
شیهو کوکیدو (انگلیسی: Shiho Kokido؛ زادهٔ December 20) صداپیشه اهل ژاپن است. وی از سال ۲۰۱۳ میلادی تاکنون مشغول فعالیت بوده‌است.